# Terem
Ez a cikk a helyiségről szól, a településhez lásd: Terem (település).

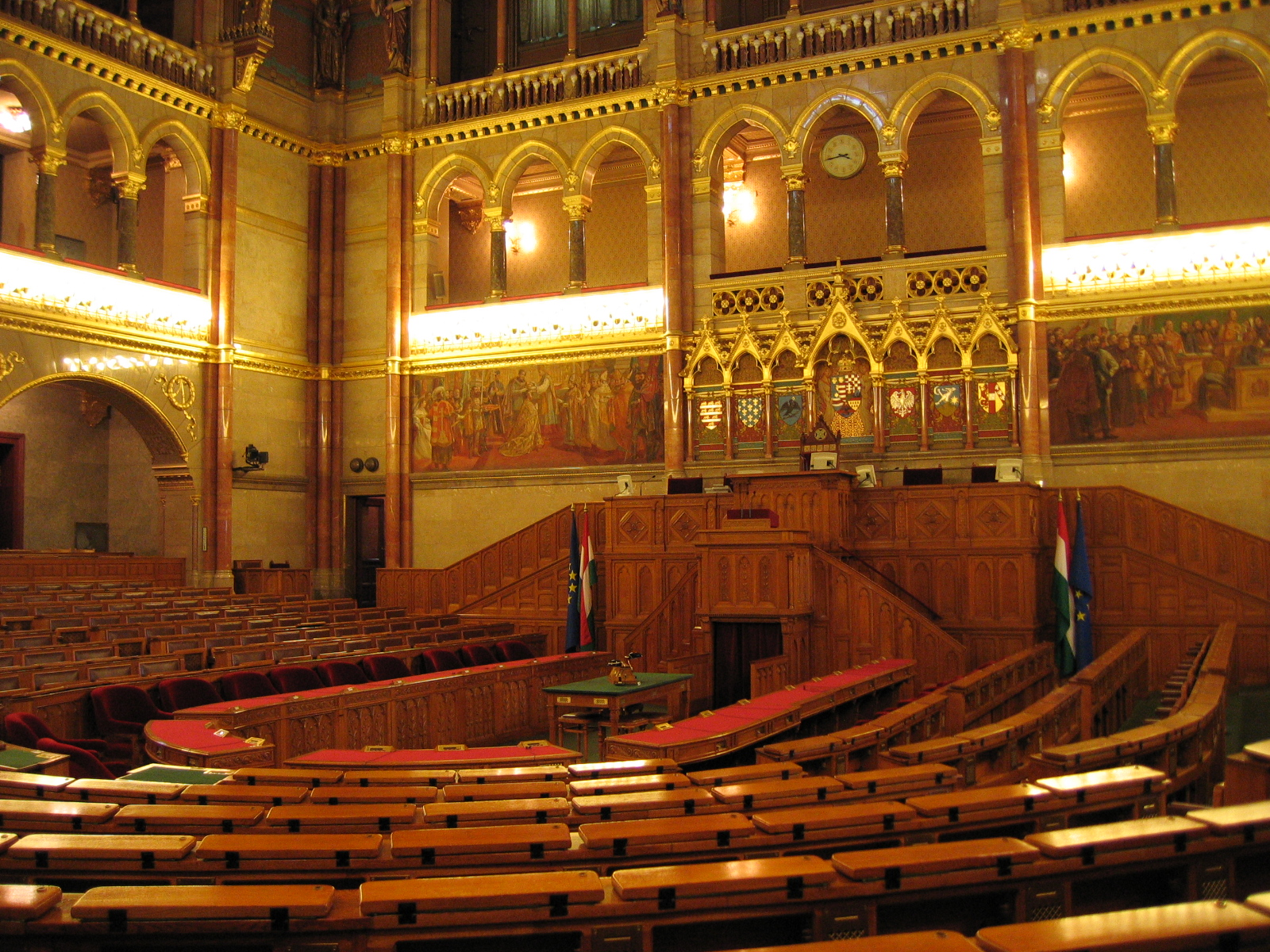
A budapesti Országház ülésterme

A terem nagy, magas, több-kevesebb dísszel kiállított fedett helyiség, ünnepélyek, hangversenyek, táncmulatságok, bankettek, előadások, stb. megtartására. A terem rendeltetése szerint a neve is más és más; így megkülönböztettünk dísz-, hangverseny-, tánc-, ebédlő-, ülés-, olvasó-, stb. termet. Hasonlóképen a cél, melyet szolgál, határozza meg architektonikus alakítását is. A díszterem rendszerint hosszúkás paralelogramma alakú, magas (két vagy több emelet magasságú), gazdag építészeti, szobrászati és festészeti díszítéssel; a tánc-, hangversenyterem hasonló alakítású, sokszor galériákkal kapcsolatosan; a felolvasások számára épült terem legcélszerűbb, ha félkörű, amfiteátrális alakú. Méreteiben nevezetes vagy építészeti alakításával kitűnő termek Budapesten: a budai királyi várpalota, a Nemzeti Múzeum, az Iparművészeti Múzeum és iskola díszterme, az Országház üléstermei, a redoutnak és a VI-VII. kerületi kör épületeinek táncterme, stb.